# Медведев, Александр Владимирович (инженер)
Александр Владимирович Медведев (род. 1950, Ростов, Ярославская область) — советский и российский изобретатель, главный конструктор ОАО «Ростовский оптико-механический завод».

## Биография
Родился в деревне Мятежево Ростовского района, окончил школу № 1 имени В. И. Ленина в 1967 году.
В 1972 году окончил Рыбинский авиационный технологический институт по специальности радиоэлектроники.
С 1975 года работает в конструкторском бюро РОМЗа. В 1982 году получил Государственную премию СССР за разработку комплексов прицеливания для танка Т-72.
В 1990-е годы под его руководством были разработаны до десятка приборов ночного видения и тепловизоров в год как гражданского, так и военного назначения.
Автор 40 публикаций, в том числе 2-х монографий и 60 патентов, член Оптического общества имени Д. С. Рождественского.

## Награды
- Государственная премия СССР 1982 года
- Орден За заслуги перед Отечеством 3 степени

## Монографии
- Медведев А. В., Гринкевич А. В., Князева С. Н. Практические достижения в технике ночного видения. — Ростов, 2009. — 944 с. — 550 экз. — ISBN 978-5-9901789-1-5.
- Медведев А. В., Гринкевич А. В., Князева С. Н. Практические достижения в оптико-электронной технике. — Ростов, 2010. — 736 с. — 550 экз. — ISBN 978-5-9901789-2-2.